# 赤羽善治
赤羽 善治（あかばね ぜんじ、1902年9月9日 - 1973年12月4日）は、日本の経営者。長野県出身。

## 来歴・人物
旧制松本中学（長野県松本深志高等学校）、旧制松本高等学校を経て、1927年に東京帝国大学工学部電気工学科を卒業。東邦電力での勤務を経て、1951年6月に九州電力理事に就任し、取締役、常務、副社長を経て、1960年5月に社長に就任。1967年5月には会長に就任。福岡商工会議所会頭、福岡証券取引所理事長、日本放送協会経営委員、日本経営者団体連盟常任理事などを歴任。
1961年10月に藍綬褒章を受章し、1965年12月に紺綬褒章を受章し、1972年11月に勲二等旭日重光章を受章。
1973年12月4日に急性肺炎のために死去。71歳没。